# Tuileries British Cemetery
Tuileries British Cemetery is een Britse militaire begraafplaats met gesneuvelden uit de Eerste Wereldoorlog, gelegen in het Belgische dorp Zillebeke (Ieper). De begraafplaats ligt 0,5 km ten noorden van de dorpskerk langs de weg naar Ieper. Ze werd ontworpen door Wilfred Von Berg en wordt onderhouden door de Commonwealth War Graves Commission. Het nagenoeg rechthoekige terrein heeft een oppervlakte van 1.875 m² en is bereikbaar langs een graspad van 60 m dat tussen de huizen doorloopt. Centraal staat het Cross of Sacrifice. De begraafplaats wordt omsloten door een bakstenen muur.
Er liggen 98 doden begraven waaronder 17 die niet meer geïdentificeerd konden worden.
Op het kerkhof van het dorp liggen ook nog Britse militairen begraven die bij de Commonwealth War Graves Commission geregistreerd staan onder Zillebeke Churchyard.

## Geschiedenis
Deze begraafplaats is een van de vele die zich op het grondgebied van Zillebeke bevinden. Dit komt doordat de frontlijn gedurende het grootste deel van de oorlog dwars door de gemeente liep. Even ten noordwesten van het dorp was er een dakpannenfabriek (in het Frans: Tuilerie) waarnaar de naam van deze begraafplaats verwijst. In het begin van 1915 werden hier Britse en Franse slachtoffers begraven maar door latere bombardementen raakte een groot aantal van deze graven vernield. Hierdoor worden nu 69 Britten herdacht met Special Memorials omdat hun graven niet meer gelokaliseerd konden worden. Deze grafzerken staan langs de vier zijden opgesteld.
Er liggen nu 95 Britten (waaronder 16 niet geïdentificeerde) begraven. Naast de toegang staat een grafkruis voor drie Fransen van wie de lichamen ook niet meer gevonden werden. Een ervan kon ook niet meer geïdentificeerd worden.
De begraafplaats werd in 2009 als monument beschermd.

### Onderscheiden militair
- H.D. Stokes, luitenant bij het King's Own (Royal Lancaster Regiment) werd onderscheiden met de Royal Victorian Order (MVO).